# Ahelos
Ahelos (grčki: Αχελώος), u povijesti zvana  Aspropótamos (bijela rijeka), je rijeka u zapadnoj Grčkoj druga po dužini od svih rijeka u Grčkoj. Za antičkih vremena rijeka je bila granica između Akarnanije i Etolije i vjerovalo se da u njoj živi istoimeni riječni bog. Rijeka protječe kroz četiri grčke periferije; Tesaliju, Epir, Središnju Grčku i Zapadnu Grčku, kod Mesolongija utječe u Jonsko more. 
Najstarije ime rijeke bilo je Thoas, rjeđe je zvana Thestios ili Axenos. Već Herodot je ovu rijeku zvao Ahelos.

## Zemljopisne odlike
Rijeka Ahelos izvire na planini Lakmos (ili Peristeri) u Pindskom gorju južno od grada Metsovo, sjeverozapadno od grada Kalambake i istočno od Janjine u Epiru. Prva veća pritoka je rijeka Aspropotamos (bijela rijeka). Rijeka teče stalno u pravcu juga, ispočetka kroz dugu i usku klisuru, koja se kasnije proširi u kotlinu. 
Tok rijeke u gornjem dijelu je granica između prefekture Arta i periferije Epir. Daljni tok rijeke tvori granicu s prefekturom Kardisa na istoku, a kasnije između prefektura Etolija i Akarnanija (danas Prefektura Etolija-Akarnija) prema zapadu, a nekoliko kilometara kasnije s prefekturom Euritanijom na istoku.
U svom srednjem dijelu prima vode značajnih pritoka rijeka; Agrafiotis i Megdova. Kod gorja Panaitoliko, podignuta je brana Stratos i veliko umjetmo jezero (široko na pojedinim dijelovima 10 - 15 km).
Zbog izgradnje velike količine brana za hidrocentrale na rijeci i umjetnih jezera; Stratos, Kremasta, Kastrakiou tok rijeke i njeno prirodno korito vrlo je izmijenjeno. 
Rijeka se na svom ušću u Jonsko more dijeli u nekoliko grana i tvori veliku deltu - Paracheloitis, koja ima površinu od 300 km². Delta se nalazi južno od mjesta Ojniada i zapadno od grada Mesolongija i mjesta Etoliko, nedaleko od ulaza u Patraski zaljev, nasuprot otoka Kefalonija.
Rijeka je plovna do brane i umjetnog jezera Stratos. 

## Gospodarski značaj rijeke
1960-ih izgrađena je hidrocentrala Stratos s velikim akomulacijskim jezerom. Ova hidrocentrala danas obskrbljuje strujom centralnu i zapadnu Grčku. Druga velika brana - Katsiki je nešto niže nizvodno. Projekt kojim bi se vode iz gornjeg dijela rijeke Ahelos preusmjerile u ravnice Tesalije radi navodnjavanja, je trenutačno zaustavljen (gradnja brana Sikia i Mesokora).

## Vanjske poveznice
|  | Zajednički poslužitelj ima još gradiva o temi Ahelos |

- Informacije o planiranom djelomičnom skretanju voda Ahelosa u Tesaliju  Arhivirana inačica izvorne stranice od 1. listopada 2008. (Wayback Machine) (engl.)
- Ekološki vodič po rijeci (engl.)
- Slike Ahelosa iz okolice Vourgarelija (engl.)
- Akomulaciono jezero Kremasta na rijeci Ahelos  Arhivirana inačica izvorne stranice od 1. srpnja 2007. (Wayback Machine) (grč.)
- Karta rijeke Ahelos i akomulacionog jezera Kremasta u Euritaniji  Arhivirana inačica izvorne stranice od 27. listopada 2006. (Wayback Machine) (grč.)
- Promjene rijeke zbog izgradnje (grč.)
- Slike Ahelosa (grč.)